# Lipovec (powiat Martin)
Lipovec – wieś (obec) w powiecie Martin w kraju żylińskim na Słowacji.
Lipovec leży w północnej części Kotliny Turczańskiej, ok. 3 km na północ od Vrutok, na wysokości ok. 400 m n.p.m. Niewielka wieś wciśnięta jest pomiędzy południowe stoki Małej Fatry (masyw Klaczańskiej Magury i Suchego) a Kanał Krpeliański – tzw. nowe koryto Wagu.
Po raz pierwszy wzmiankowana była w dokumentach w 1397 r. jako należąca do rodzin ziemiańskich. Aż do połowy XIX w. jej właścicielami byli Lipowscy – Lamoszowie. Mieszkańcy zajmowali się m.in. flisactwem. Wieś wielokrotnie była niszczona przez wylewy Wagu, a ratunek mieszkańcom przyniosła dopiero budowa wspomnianego Kanału Krpeliańskiego.
W czasie słowackiego powstania narodowego przez kilka dni trwały zacięte boje o pobliski przełom Wagu przez Małą Fatrę – tzw. Przesmyk Streczniański. Ciężkie walki toczyły się zwłaszcza w masywie wznoszącego się nad wsią wierchu Panošiná (1022 m), gdzie dziś upamiętnia je skromny pomnik. Po złamaniu partyzanckiej obrony Niemcy spalili Lipovec, w którym spłonęło ¾ ówczesnej zabudowy.